# Persicaria capitata
Espèce
Persicaria capitata est une espèce de plantes herbacées de la famille des Polygonaceae. Elle est originaire d'Asie et utilisée comme couvre-sol à des fins décoratives ; elle est devenue invasive dans de nombreuses régions (Amérique du Nord, Australie, La Réunion, Açores…).

## Description
Ses feuilles pubescentes sont longues de 1 à 6 cm et larges de 0,7 à 3 cm avec des bandes en « V » ou des taches brun-rouge.
Les fleurs sont réunies en petites grappes sphériques de 8-10 mm de diamètre.